# Helsinki Könyvvásár

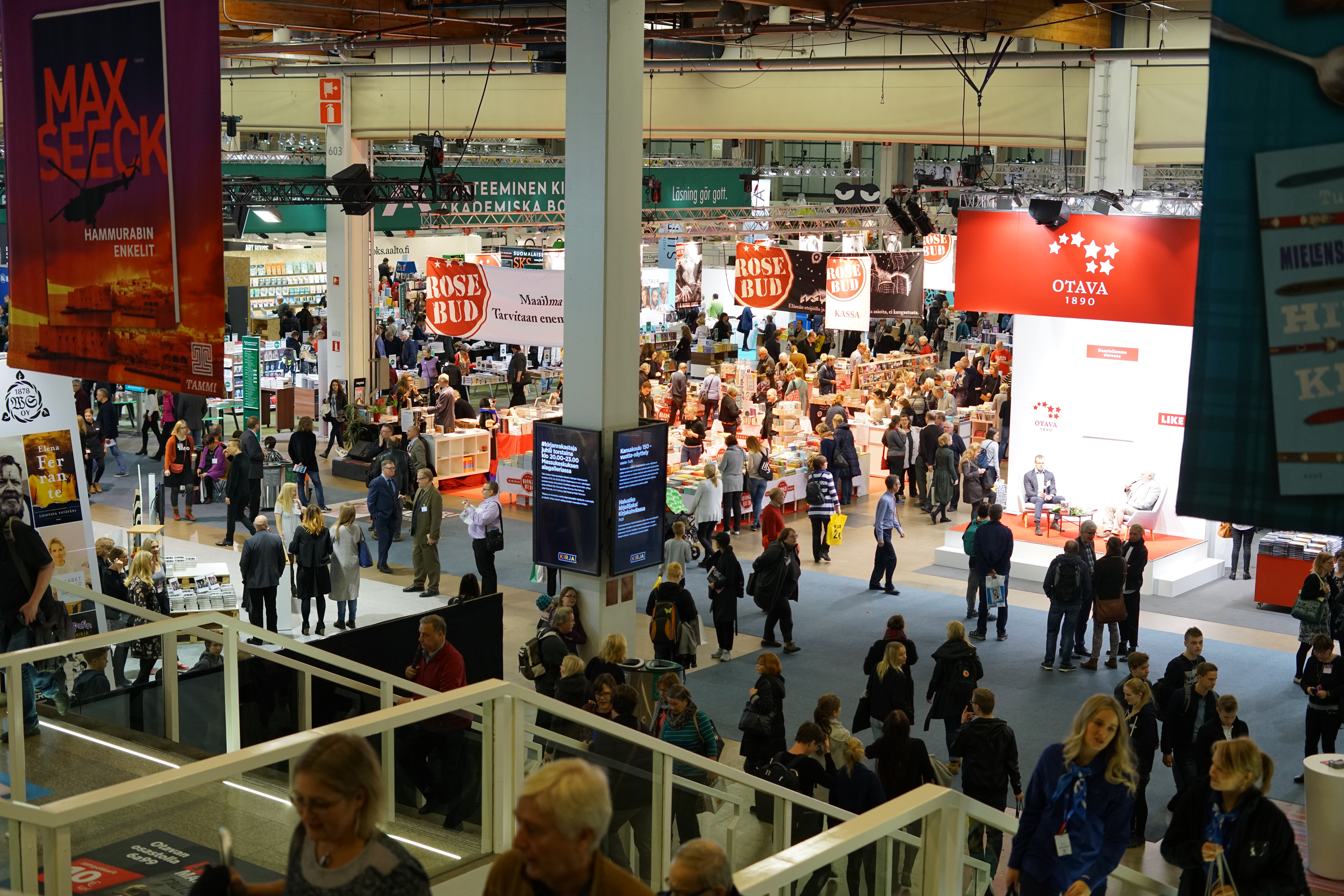
A 2016. évi vásáron

A Helsinki Könyvvásár (finn nyelven: Helsingin kirjamessut) Finnország fővárosában, Helsinkiben 2001 óta minden év október végén megrendezett könyvkereskedelmi vásár, országos jelentőségű kulturális esemény.
Az eseményt a Finn Rendezvényszövetség (Suomen Messut) szervezi a Finn Kiadók Szövetségével (Suomen Kustannusyhdistys ry) és a Finn Könyvkereskedők Szövetségével (Suomen Kirjakauppiasliiton) együttműködésben. Az eseményhez kapcsolódik az antikváriusok önálló könyvvására is, melyet a Finn Antikváriusok Egyesülete  szervez.
A Helsinki Könyvvásár az év legfontosabb finnországi fóruma az irodalomkedvelők és a könyves szakemberek számára, emellett jelentős kulturális eseménnyé is vált. A rendezvénynek minden évben van egy-egy meghívott, úgynevezett tematikus országa (díszvendége). Magyarország 2012-ben volt a könyvvásár díszvendége.
2019-ben a rendezvénynek rekordszámú, 90 ezer látogatója volt. 2020-ban a pandémia miatt a könyvvásár csak online volt elérhető, 2021-ben pedig a továbbra is bizonytalan járványhelyzetben a korábbinál jóval kevesebb, több mint 50 ezer főt vonzott.